# 威克·哈克斯顿
威克·C·哈克斯顿（英語：Wick C. Haxton，1949年8月21日—），出生于加利福尼亚州圣克鲁兹，美国核物理学家和天体物理学家。